# Odiste
Odiste ist ein Dorf (estnisch küla) im estnischen Kreis Viljandi. Es gehört heute zur Landgemeinde Kolga-Jaani. Odiste hat 117 Einwohner (Stand 2000).
Odiste ist besonders wegen seiner historischen Spiegel- und Glasfabrik bekannt geworden, die 1795 als Außenstelle der Fabrik von Võisiku beim ehemaligen Weiler Rõika (Rõika peeglivabrik) gegründet worden war. Anfangs beschäftigte sie etwa fünfzig Handschleifer. 1831 wurden Poliermaschinen in Betrieb genommen. In den 1920er Jahren wurde der Betrieb wegen des wegbrechenden Markts eingestellt. Die Arbeiterhäuser wurden zu Villen und Jagdhütten umgebaut.